# UMIST

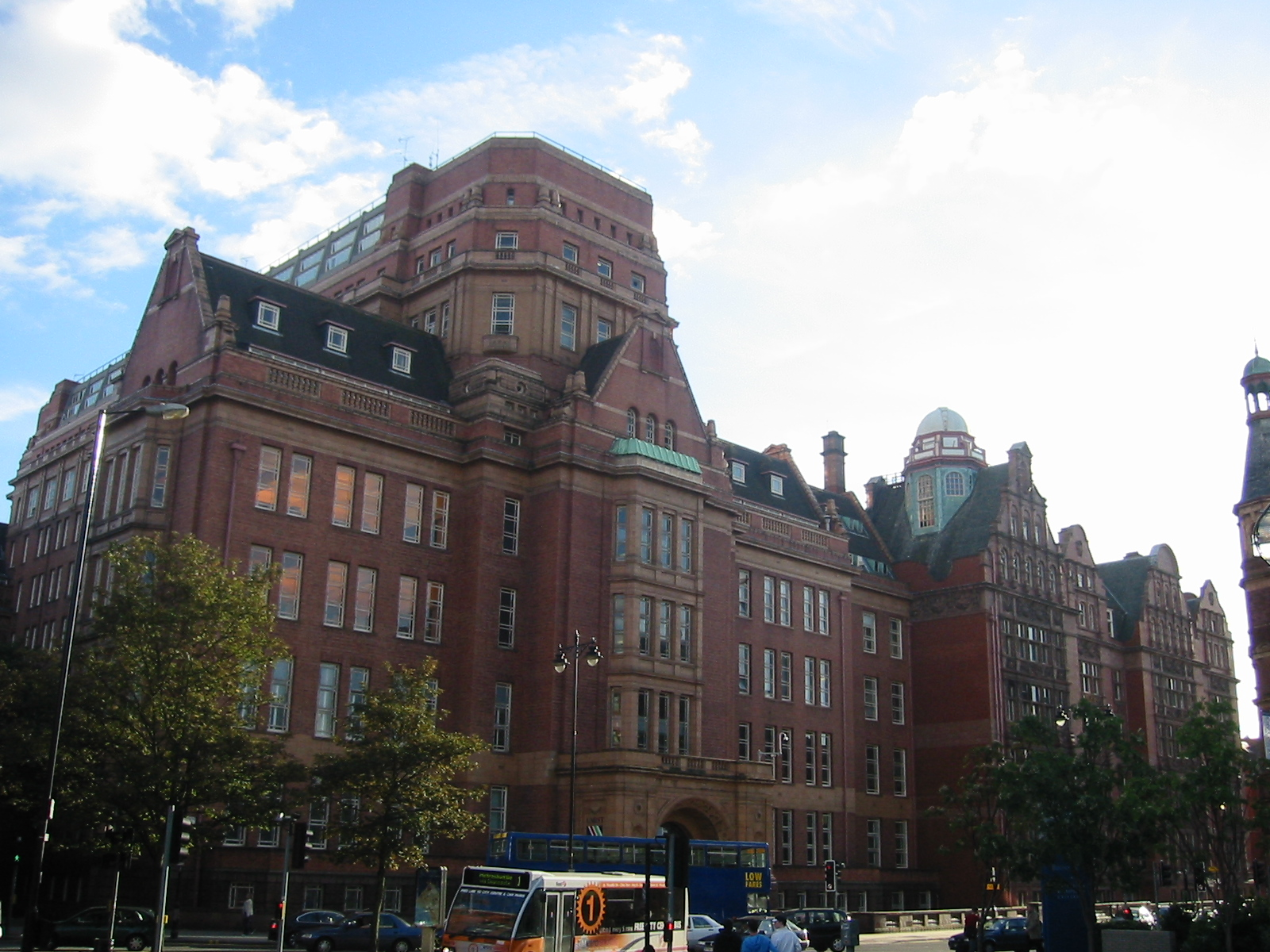
UMIST:s huvudbyggnad sedd från Sackville Street.

University of Manchester Institute of Science and Technology (UMIST) var ett centralt beläget universitet i Manchester, Storbritannien. Institutionen grundades 1824 efter krav på kvalificerad arbetskraft under den industriella revolutionen, erhöll sin Royal Charter 1956 och blev ett fullt autonomt universitet 1993.
UMIST slogs i oktober 2004 samman med Victoria University of Manchester och bildade därmed ett av Storbritanniens största universitet University of Manchester. I linje med institutionens historiska och kulturella arv bedrivs idag[när?] naturvetenskaplig, matematisk och teknisk utbildning och forskning i dess byggnader.